# Кирдяпкина, Анися Бясыровна
Анися́ Бясы́ровна Кирдя́пкина (в девичестве — Корникова; 23 октября 1989, Саранск) — российская легкоатлетка (спортивная ходьба). Вице-чемпионка мира 2013 года, бронзовый призёр чемпионата мира 2011 года, вице-чемпионка Европы 2010 года.

## Основные результаты
| Год  | Турнир                                             | Место проведения | Место | Результат | Дистанция |
| ---- | -------------------------------------------------- | ---------------- | ----- | --------- | --------- |
| 2007 | Кубок Европы по спортивной ходьбе                  | Лемингтон        | 1     | 43:17     | 10 км     |
| 2007 | 19-й юниорский чемпионат Европы                    | Хенгело          | 1     | 43:27.20  | 10 км     |
| 2007 | 1-й финал Вызова ИААФ по спортивной ходьбе         | Саранск          | 2     | 1:28:00   | 20 км     |
| 2008 | Чемпионат России по спортивной ходьбе              | Саранск          | 2     | 1:25:30   | 20 км     |
| 2009 | Чемпионат России по спортивной ходьбе              | Адлер            | 3     | 1:25:26   | 20 км     |
| 2009 | Кубок Европы по спортивной ходьбе                  | Мец              | 2     | 1:33:28   | 20 км     |
| 2009 | Чемпионат мира                                     | Берлин           | 4     | 1:30:09   | 20 км     |
| 2010 | Чемпионат и первенства России по спортивной ходьбе | Адлер            | 1     | 1:25:11   | 20 км     |
| 2010 | 24-й Кубок мира по спортивной ходьбе               | Чиуауа           | 6     | 1:34:47   | 20 км     |
| 2010 | Чемпионат и первенства России по спортивной ходьбе | Чебоксары        | 1     | 1:26:32   | 20 км     |
| 2010 | Чемпионат Европы                                   | Барселона        | 2     | 1:28:55   | 20 км     |
| 2014 | Кубок мира по спортивной ходьбе 2014               | Тайцан           | 1     | 1:26.31   | 20 км     |
| 2015 | Всемирная летняя Универсиада                       | Кванджу          | 1     | 1:28:18   | 20 км     |

Была дисквалифицирована Спортивным арбитражным судом с 27 июля 2017 года по 26 июля 2020 года включительно, с аннуляцией спортивных достижений на соревнованиях за период 25.02.2011 г. — 11.10.2013 г., с лишением бронзовой медали 2011 года и серебряной медали 2013 года чемпионатов мира, 2 золотых медалей Универсиады 2013 года.
На зимнем Чемпионате России в 2015 году в Сочи заняла 5 место, не была включена в состав сборной на Чемпионат мира в Пекине в 2015 году. Допинговый скандал возможно связан с её тренером В. М. Чёгиным возглавлявшим бывший Центр олимпийской подготовки по спортивной ходьбе в Саранске.

## Семья
Анися в 2016 году второй раз вышла замуж и теперь носит фамилию - Маколова.